# Opalracke

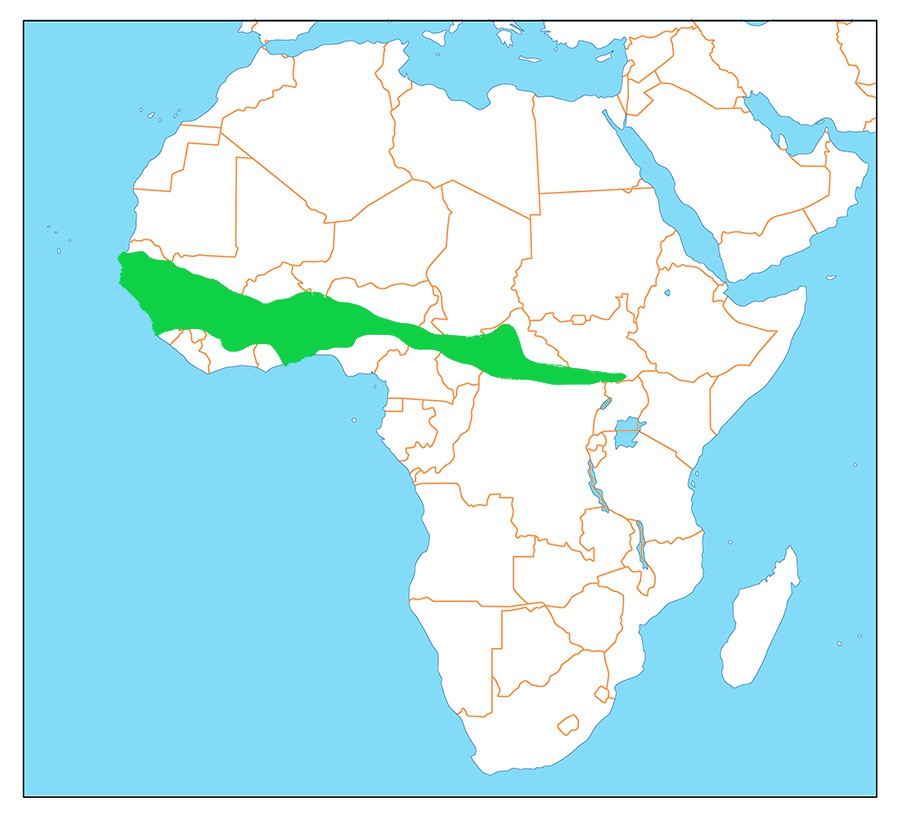
Verbreitungskarte des Opalracke

Die Opalracke (Coracias cyanogaster), auch Blaubauchracke genannt, ist eine Vogelart aus der Familie der Racken.

## Merkmale
Opalracken sind Vögel von der ungefähren Größe einer Dohle. Die Länge beträgt 28 bis 30 cm zuzüglich 6 cm langer Streamer-Federn am Schwanzende, die Flügellänge liegt bei 16 bis 19 cm. Opalracken wiegen zwischen 110 und 178 Gramm. Männchen sind minimal größer als Weibchen. Der Rücken ist dunkelgrün, der relativ große Kopf cremefarben, Nacken, Brust und die meisten anderen Federn überwiegend ultramarinblau. Erwachsene haben 6 cm lange Streifen am leicht gegabelten azurblauen Schwanz. Der Oberschnabel ist am Ende leicht nach unten gebogen. Im Aussehen gibt es keinen Unterschied zwischen männlichen und weiblichen Vögeln. Die Farben sind bei ausgewachsenen Vögeln kräftiger als bei Jungvögeln. Diese sind des Weiteren an einem kürzeren Schwanz zu erkennen, der noch nicht über Streamer-Federn verfügt.
Mit einer Geschwindigkeit von drei bis fünf Tönen pro Sekunde wird circa fünf Sekunden lang ein trockenes, klickendes Ga-Ga-Gaa-Ga ausgestoßen. Der Ruf ähnelt demjenigen der Zimtracke (Eurystomus glaucurus), auch Zimtroller genannt, der jedoch bei dieser kürzer ist.

## Vorkommen
Die Verbreitung der Opalracke erstreckt sich von West- bis Zentralafrika. Sie sind in kleinen Gruppen von zwei bis sechs Vögeln an Waldrändern in Savannen anzutreffen, die von Isoberlinia-Bäumen dominiert werden und bei Palmyrapalmenhainen in der Nähe von Sümpfen und Wasserläufen. Es kommen auch Gruppen von bis zu 20 Vögeln vor. Sie halten sich fast ausschließlich im Flachland auf. Ihr Verbreitungsgebiet erstreckt sich in östlicher Richtung bis in den Südsudan (dort von Kajo Keji bis Maridi). Die Population von Opalracken in Gebieten mit Isoberlinia-Bäumen ist durch fortgehende Abholzung dieser Bäume rückläufig.

## Verhalten
Opalracken sitzen häufig auf Bäumen, gelegentlich auch auf Pfählen und Oberlandleitungen, von wo sie nach Bodennahrung Ausschau halten, die meist aus Insekten (hauptsächlich Kurzfühlerschrecken, aber auch Käfer wie Blatthornkäfer, Curculionoidea, Bockkäfer sowie geflügelte Termiten und Ameisen) und Spinnentieren, jedoch auch aus kleinen Wirbeltieren wie zum Beispiel kleinen Skinken besteht. Gelegentlich werden auch Früchte von Ölpalmen gefressen. Sie haben ein stark territoriales Verhalten. Jeder Vogel, der in die Nähe des Nestes kommt, wird angegriffen. Die Nester sind relativ weit oben, ungefähr auf zehn Metern Höhe, in Baumlöchern zu finden. Die drei bis fünf Eier eines Geleges werden in der Regenzeit zwischen April und Juli im Senegal beziehungsweise zwischen Februar und September in der Elfenbeinküste im Durchschnitt 18 Tage lang bebrütet. Die Jungvögel werden nach circa einem Jahr geschlechtsreif.

## Unterarten
Es sind keine Unterarten bekannt.

## Briefmarken
Opalracken finden sich auf Briefmarken aus Gambia (1966 und erneut 2001), Nicaragua (1995), Liberia (2000), Guinea (2001) und Sierra Leone (2016).